# Тефия (спутник)
Те́фия (др.-греч. Τηθύς; латинизированная форма Те́тис, Tethys) — пятый по размеру и массе спутник Сатурна и пятнадцатый по удалённости от планеты. Это спутник средней величины, его диаметр составляет около 1060 км. Тефия была открыта Джованни Кассини в 1684 году и получила имя одной из титанид греческой мифологии. Видимая звёздная величина Тефии — 10,2.
Тефия имеет сравнительно низкую плотность (0,98 г/см³), что указывает на то, что она состоит преимущественно из водяного льда с малой примесью камня. Её поверхность, согласно спектроскопическим данным, состоит изо льда почти полностью, но содержит и немного тёмного вещества неизвестного состава. Поверхность Тефии очень светлая (это второй по альбедо спутник Сатурна после Энцелада) и почти не имеет цветового оттенка.
Тефия усеяна множеством кратеров, крупнейший из которых — 450-километровый Одиссей. Вдоль 3/4 окружности спутника тянется гигантский каньон длиной более 2000 км и шириной около 100 км — каньон Итака. Эти две крупнейшие детали рельефа могут быть связаны происхождением. Небольшую часть поверхности Тефии занимает гладкая равнина, которая могла образоваться вследствие криовулканической активности. Как и другие регулярные спутники Сатурна, Тефия сформировалась из газопылевого диска, окружавшего Сатурн первое время после его образования.
Тефия была исследована с близкого расстояния космическими аппаратами «Пионер-11» (в 1979 году), «Вояджер-1» (1980), «Вояджер-2» (1981) и «Кассини» (2004-2017 годы).
Находится в орбитальном резонансе с двумя троянскими спутниками — Телесто и Калипсо.

## Открытие и название
Тефия была открыта Джованни Кассини в 1684 году вместе с Дионой, другим спутником Сатурна. Открытие было сделано в Парижской обсерватории.
Кассини назвал 4 открытых им спутника Сатурна «звёздами Людовика» (лат. Sidera Lodoicea) в честь короля Франции Людовика XIV. Астрономы долгое время обозначали Тефию Saturn III («третий спутник Сатурна»).
Современное название спутника предложил Джон Гершель (сын Уильяма Гершеля, первооткрывателя Мимаса и Энцелада) в 1847. В своей публикации результатов астрономических наблюдений от 1847 года, сделанных на мысе Доброй Надежды, Гершель предложил назвать семь известных на тот момент спутников Сатурна по именам титанов — братьев и сестёр Кроноса (аналога Сатурна в греческой мифологии). Данный спутник получил имя титаниды Тефии (Тефиды). Помимо этого, используются обозначения «Сатурн III» или «S III Тефия».

## Орбита
Орбита Тефии расположена на расстоянии 295 000 км от центра Сатурна. Эксцентриситет орбиты незначителен, а её наклон к экватору Сатурна составляет около 1 градуса. Тефия находится в резонансе с Мимасом, который, однако, не вызывает заметного эксцентриситета орбиты и приливного нагрева.
Орбита Тефии лежит глубоко внутри магнитосферы Сатурна. Тефия подвергается постоянной бомбардировке энергичных частиц (электронов и ионов), присутствующих в магнитосфере.
Соорбитальные луны Телесто и Калипсо находятся в точках Лагранжа орбиты Тефии L4 и L5, на 60 градусов впереди и позади неё соответственно.

## Физические характеристики
При диаметре в 1062 км Тефия является 16-м по размерам спутником в Солнечной системе. Это ледяное тело, похожее на Диону и Рею. Плотность Тефии равна 0,984±0,003 г/см³, что и говорит о преимущественно ледяном составе спутника.
До сих пор неизвестно, дифференцирована ли Тефия на каменное ядро и ледяную мантию. Масса каменного ядра, если оно существует, не превышает 6 % массы спутника, а его радиус — 145 км. Из-за действия приливных и центробежных сил Тефия имеет форму трехосного эллипсоида. Существование подледного океана жидкой воды в недрах Тефии считается маловероятным.
Поверхность Тефии — одна из самых светлых (в видимом диапазоне) в Солнечной системе, с визуальным альбедо 1,229. Вероятно, это результат её «пескоструйной обработки» частицами сатурнианского кольца E — слабого кольца из мелких частиц водяного льда, порождённых гейзерами южной полярной зоны Энцелада. Радиолокационное альбедо Тефии тоже очень высокое. Ведущее полушарие спутника на 10–15 % ярче, чем ведомое.
Высокое альбедо показывает, что поверхность Тефии состоит из почти чистого водяного льда с небольшим количеством тёмного материала. Спектр спутника в видимом диапазоне не имеет заметных деталей, а в ближнем ИК-диапазоне (на длинах волн 1,25, 1,5, 2,0 и 3,0 мкм) содержит сильные полосы поглощения водяного льда. Кроме льда, на Тефии нет идентифицированных соединений (но есть предположение о наличии там органических веществ, аммиака и углекислого газа). Тёмный материал имеет те же спектральные свойства, что и на поверхности других тёмных лун Сатурна — Япета и Гипериона. Наиболее вероятно, что это высокодисперсное железо или гематит. Измерения теплового излучения, а также радиолокационные наблюдения космического аппарата «Кассини» показывают, что ледяной реголит на поверхности Тефии имеет сложную структуру и большую пористость, превышающую 95 %.

## Поверхность

### Цвет
Поверхность Тефии имеет ряд крупномасштабных деталей, отличающихся по цвету, а иногда и яркости. На ведомом полушарии (особенно около его центра) поверхность немного краснее и темнее, чем на ведущем. Ведущее полушарие тоже слегка краснеет к центру, хотя и без заметного потемнения. Таким образом, самая светлая и наименее красная поверхность находится на полосе, разделяющей эти полушария (проходящей по большому кругу через полюса). Такая окраска поверхности типична для спутников Сатурна среднего размера. Её происхождение может быть связано с отложением частиц льда с кольца E на ведущее (переднее) полушарие и тёмных частиц, приходящих с внешних спутников Сатурна, на заднее полушарие. Кроме того, затемнению заднего полушария может способствовать воздействие плазмы из магнитосферы Сатурна, которая обращается быстрее спутников (с тем же периодом, что и планета) и, следовательно, облучает их сзади.

### Геология
Геология Тефии является относительно простой. Её поверхность по большей части холмиста и усеяна кратерами (доминируют кратеры диаметром более 40 км). Небольшая часть поверхности на заднем полушарии покрыта гладкими равнинами. Есть там и тектонические структуры — каньоны и впадины.
В западной части ведущего полушария Тефии доминирует ударный кратер Одиссей диаметром 450 км, что составляет почти 2/5 диаметра самой Тефии. Кратер сейчас довольно плоский (его дно лежит почти на уровне остальной поверхности спутника). Скорее всего, это вызвано вязкой релаксацией (распрямлением) тефианской ледяной коры с геологическим временем. Тем не менее кольцевой вал Одиссея возвышается примерно на 5 км над средним уровнем поверхности Тефии, а его дно лежит на 3 км ниже этого уровня. В центре Одиссея находится впадина 2–4 км глубиной в окружении массивов, возвышающихся на 6–9 км надо дном.
Вторая основная деталь рельефа Тефии — огромный каньон Итака. Его длина — более 2000 км (примерно 3/4 длины окружности Тефии), средняя глубина — 3 км, а ширина кое-где превышает 100 км. Этот каньон занимает около 10 % поверхности спутника. Одиссей находится почти в центре одного из полушарий, на которые каньон делит Тефию (точнее, за 20° от этого центра).
Скорее всего, каньон Итака образовался при затвердевании подземного океана Тефии, в результате чего недра спутника расширились и его поверхность растрескалась. Этот океан мог быть результатом орбитального резонанса 2:3 между Дионой и Тефией в ранней истории Солнечной системы, который создал заметный эксцентриситет орбиты Тефии и, как следствие, приливный нагрев её недр. Когда Тефия ушла из резонанса, нагрев прекратился и океан замёрз. Впрочем, эта модель имеет некоторые трудности. Существует ещё одна версия формирования каньона Итака: когда произошло столкновение, образовавшее гигантский кратер Одиссей, по Тефии прошла ударная волна, которая привела к растрескиванию хрупкой ледяной поверхности. В таком случае каньон Итака — самый внешний кольцевой грабен Одиссея. Однако определение возраста по концентрации кратеров показало, что этот каньон старше Одиссея, что несовместимо с гипотезой об их совместном образовании.
Гладкие равнины на заднем полушарии расположены примерно на противоположной стороне от Одиссея (однако они простираются примерно до 60° к северо-востоку от точно противоположной точки). Равнины имеют сравнительно резкую границу с окружающей кратерированной местностью. Их расположение рядом с антиподом Одиссея может быть признаком их связи с кратером. Возможно, эти равнины образовались из-за фокусировки сейсмических волн, возникших при ударе, образовавшем Одиссей в центре противоположного полушария. Однако гладкость равнин и их резкие границы (сейсмические волны произвели бы широкие переходные зоны) указывают на то, что они образованы излияниями из недр (возможно, вдоль разломов тефианской литосферы, появившихся при образовании Одиссея).

### Кратеры и возраст
Большинство кратеров на Тефии имеют простой центральный пик. Те, что более 150 км в диаметре, имеют более сложные пики в виде кольца. Только кратер Одиссей имеет центральную депрессию, напоминающую центральную яму. Старые кратеры менее глубокие, чем молодые, что связано со степенью релаксации коры.
Концентрация кратеров на разных участках поверхности Тефии разная и зависит от их возраста. Чем старше поверхность — тем больше на ней накопилось кратеров. Это позволяет установить относительную хронологию для Тефии. Сильно кратерированная местность является, по-видимому, старейшей; возможно, её возраст сравним с возрастом Солнечной системы (около 4,56 миллиарда лет). Самой молодой структурой является кратер Одиссей: по оценкам, его возраст составляет от 3,76 до 1,06 миллиарда лет, в зависимости от принятой скорости накопления кратеров. Каньон Итака, судя по концентрации кратеров, древнее Одиссея.

## Образование и эволюция
Тефия, как предполагается, сформировалась из аккреционного диска или газопылевой субтуманности, существовавшей около Сатурна в течение некоторого времени после его формирования. Температура в районе орбиты Сатурна была низкой, и это означает, что его спутники формировались из твёрдого льда. Вероятно, там были и более летучие соединения, такие как аммиак и углекислый газ, но их содержание неизвестно.
Чрезвычайно высокая доля водяного льда в составе Тефии остаётся необъяснённой. Условия Сатурнианской субтуманности, вероятно, способствовали восстановительным реакциям, в том числе образованию метана из угарного газа. Это может частично объяснить, почему спутники Сатурна, в том числе Тефия, содержат больше льда, чем внешние тела Солнечной системы (такие как Плутон или Тритон), так как при этой реакции освобождается кислород, который, реагируя с водородом, образует воду. Одна из самых интересных гипотез говорит об образовании колец и внутренних спутников из разрушенных приливными силами крупных спутников с высоким содержанием льда в коре (как у Титана), прежде чем они были поглощены Сатурном.
Аккреция, вероятно, продолжалась несколько тысяч лет, прежде чем Тефия была полностью сформирована. При этом столкновения нагревали её наружный слой. Модели показывают, что температура достигала максимума — около 155 К — на глубине около 29 км. После завершения формирования, за счет теплопроводности, приповерхностный слой охлаждался, в то время как внутренний нагревался. Охлаждённые приповерхностные слои сжимались, в то время как внутренние расширялись. Это вызвало в коре Тефии сильные напряжения растяжения — до 5,7 МПа, что, вероятно, привело к образованию трещин.
В составе Тефии очень мало скальных пород. Поэтому в её истории вряд ли играл значительную роль нагрев в результате распада радиоактивных элементов. Это также означает, что Тефия никогда не испытывала значительное таяние, если только её недра не нагревались приливами. Сильные приливы могли иметь место при значительном эксцентриситете орбиты, который мог поддерживаться, например, орбитальным резонансом с Дионой или другой луной. Подробных данных о геологической истории Тефии пока нет.

## Исследования
В 1979 году мимо Сатурна пролетел аппарат «Пионер-11». Максимальное сближение с Тефией, 329 197 км, произошло 1 сентября 1979 года.
Год спустя, 12 ноября 1980 года, «Вояджер-1» пролетел на минимальном расстоянии 415 670 км от Тефии. Его близнец, «Вояджер-2», 26 августа 1981 прошел ближе, около 93 000 км. «Вояджер-1» передал только одно изображение Тефии с разрешением менее 15 км, а «Вояджер-2», пролетевший ближе к спутнику, обошёл его почти кругом (270°) и передал снимки с разрешением менее 2 км. Первой крупной деталью поверхности, обнаруженной на Тефии, был каньон Итака. Изо всех спутников Сатурна Тефия была отснята «Вояджерами» наиболее полно.
В 2004 году на орбиту вокруг Сатурна вышел аппарат «Кассини». Во время своей основной миссии с июня 2004 по июнь 2008 года он совершил один очень близкий целевой пролёт возле Тефии 24 сентября 2005 года на расстоянии 1503 км. Позже «Кассини» выполнил ещё много нецелевых сближений с Тефией на расстояние порядка десятков тысяч километров. Он будет делать такие сближения и в дальнейшем.
Во время сближения 14 августа 2010 года (расстояние 38 300 км) был детально отснят четвёртый по величине кратер на Тефии, Пенелопа, диаметр которого составляет 207 км.
Наблюдения «Кассини» позволили составить высококачественные карты Тефии с разрешением 0,29 км. Космический аппарат получил спектры разных участков Тефии в ближнем инфракрасном спектре, показывающие, что её поверхность состоит из водяного льда, смешанного с тёмным материалом. Наблюдения в дальнем инфракрасном спектре позволили оценить крайние возможные значения болометрического альбедо Бонда. Радиолокационные наблюдения на длине волны 2,2 см показали, что ледяной реголит имеет сложную структуру и очень пористый. Наблюдения плазмы в окрестностях Тефии указывают, что она не выбрасывает в магнитосферу Сатурна какую-либо плазму.
Определённых планов по исследованию Тефии будущими космическими аппаратами пока нет. Возможно, в 2020 году в систему Сатурна будет направлена миссия Titan Saturn System Mission.

## Галерея
- Кратер Одиссей
- Каньон Итака